# Dietrich Mett
Dietrich Mett (* 12. Juli 1936) ist ein deutscher Jurist. Er war vom 1. Januar 1993 bis 31. Juli 2001 Präsident des Schleswig-Holsteinischen Oberlandesgerichts.

## Ausbildung
Dietrich Mett wuchs mit kurzen Unterbrechungen durch den Zweiten Weltkrieg in Hamburg auf, wo er im Frühjahr 1955 am Gymnasium für Jungen in Hamburg-Eppendorf das Abitur machte. Nach dem Volontariat in einer Bank studierte er in Hamburg und Heidelberg Rechtswissenschaften. Den damals drei Jahre dauernden Vorbereitungsdienst absolvierte er in Hamburg. Anfang 1964 schloss er die Ausbildung mit der zweiten juristischen Staatsprüfung ab. Am 9. Juni 1964 übernahm ihn die Freie und Hansestadt Hamburg in ihren Justizdienst.

## Justizdienst
Nach knapp einjähriger Tätigkeit in einer Zivilkammer des Landgerichts kam Dietrich Mett für zwölfeinhalb Jahre als Strafrichter an das Amtsgericht und Jugendgericht. Er wurde zudem im Strafsenat des Oberlandesgerichtes und als Vorsitzender einer Strafkammer eingesetzt. Am 1. Januar 1977 wechselte er als Mitglied eines Zivilsenats ganz an das Oberlandesgericht, um als Präsidialrichter Leiter der Personalstelle für Referendare zu werden. Im Nebenamt wurde er zum Prüfer für die erste juristische Staatsprüfung und später zum Mitglied des Gemeinsamen Prüfungsamtes der Länder Bremen, Hamburg und Schleswig-Holstein bestellt.
Nach neunjähriger Tätigkeit als Richter am Oberlandesgericht wurde Dietrich Mett am 1. Januar 1985 zum Senatsdirektor der Justizbehörde ernannt. Dort übernahm er nacheinander die Leitung der Allgemeinen Abteilung, des Strafvollzugsamtes und zusammen damit für ein Jahr die Leitung des Justizamtes. In seiner Amtszeit erfolgten umfangreiche Umbauten an den Justizvollzugsanstalten, mit denen der konzeptionell moderne Wohngruppenvollzug Einzug erhielt. Pläne für eine neue Anstalt in Hamburg-Billwerder wurden als Ersatz für die Anstalt Neuengamme entwickelt.
Im Herbst 1992 wählte der Schleswig-Holsteinische Landtag Dietrich Mett zum Präsidenten des Schleswig-Holsteinischen Oberlandesgerichts. Ab Sommersemester 1996 übernahm Mett einen Lehrauftrag an der Christian-Albrechts-Universität zu Kiel. Das Amt des OLG-Präsidenten übte er von seiner Ernennung am 1. Januar 1993 bis zur Pensionierung am 31. Juli 2001 aus.

## Ehrenamtliches Engagement
- 1962 bis 1987 Rechtsberater in der Öffentlichen Rechtsauskunft und Vergleichsstelle der Sozialbehörde Hamburg.
- 1965 bis 1993 Mitglied des Vorstandes des Hamburger Fürsorgevereins von 1948; unter Vorsitz von Dietrich Mett Gründung einer gemeinnützigen Wohnheimgesellschaft mbH zur sozialpädagogischen Betreuung und eine Stiftung zur Schuldenregulierung Haftentlassener
- 1997 Gründung der Schleswiger Gesellschaft Justiz und Kultur e. V. für Dichterlesungen, Ausstellungen und Konzerte im Plenarsaal des Oberlandesgerichts
- 2000 Gründung des Vereins zur Förderung der Diakonie des Kirchenkreises Schleswig zur Unterstützung von Projekten der Obdachlosenhilfe und der Jugendhilfe[6]
- 2004 Gründung des Forums Hamburger Straffälligenhilfe e. V., dem Dietrich Mett bis 2011 vorstand

## Publikationen
- Schleswiger Gesellschaft Justiz + Kultur e.V. (Hrsg.): 1948–1998 – 50 Jahre Schleswig-Holsteinisches Oberlandesgericht in Schleswig. Aufsätze und Erinnerungen. Redaktion: Dietrich Mett und Rolf Alpes; 296 Seiten. Schleswig: 1998.
- Dietrich Mett: Wo steht die Justiz? (leicht gekürzte Schriftfassung eines auf dem Kongress "Modernisierung der Justiz" am 24. August 1998 in Kiel gehaltenen Referats). In: Schleswig-Holsteinische Anzeigen – Justizministerialblatt Teil A Nr. 10 / Glückstadt Oktober 1998, S. 256–259.